# Eclissi solare del 26 gennaio 1990
L'eclissi solare del 26 gennaio 1990 è un evento astronomico che ha avuto luogo il suddetto giorno attorno alle ore 19.31 UTC. 
L'eclissi, di tipo anulare, è stata visibile in alcune parti del Sud America e dell'Antartide.
La durata della fase massima dell'eclissi è stata di 2 minuti. 3 s., E l'ombra lunare sulla superficie terrestre raggiunse una larghezza di 373 km.
L'evento del 26 gennaio 1990 è diventata la prima eclissi solare nel 1990 e la 204ª nel XX secolo. La precedente eclissi solare si è verificata il 31 agosto 1989, la seguente il 22 luglio 1990.

## Percorso e visibilità
L'ombra lunare ha toccato per la prima volta la superficie terrestre al tramonto all'incrocio tra la Terra di Mac. Robertson e la Terra della Principessa Elisabetta in Antartide, a circa 75 chilometri dalla baia di Prydz. 
In seguito ha attraversato la Terra di Kemp, la Terra di Enderby e la Terra della Regina Maud, girando gradualmente verso nord-ovest ed entrando nel Mare di Weddell attraverso la Terra di Coats, raggiungendo la massima eclissi nel mare a circa 300 chilometri a nord-ovest della costa. Da allora, lo pseudo umbra si è gradualmente spostato a nord-est, finendo al tramonto nell'Oceano Atlantico meridionale a circa 860 chilometri a sud dell'Isola Gough.

## Eclissi correlate

### Eclissi solari 1990 - 1992
Questa eclissi è un membro di una serie semestrale. Un'eclissi in una serie semestrale di eclissi solari si ripete approssimativamente ogni 177 giorni e 4 ore (un semestre) in nodi alternati dell'orbita della Luna.